# Astringencia

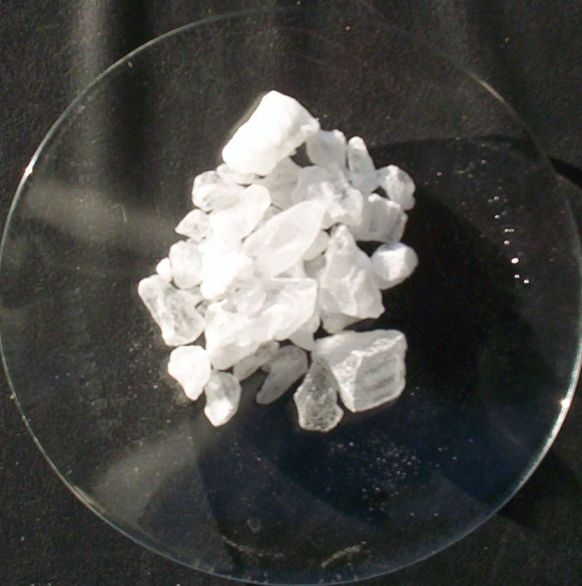
Cristales de alumbre, un astringente.

Astringente o estíptico es cualquiera de las sustancias que con su aplicación externa local (tópica) retraen los tejidos y pueden producir una acción cicatrizante, antiinflamatoria y antihemorrágica. Entre los astringentes usuales, con efectos de muy diverso grado, están los alcoholes, el alumbre, los taninos, la quina, el nitrato de plata, el acetato de plomo, el sulfato de zinc, sales de bismuto (subgalato y subsalicilato de bismuto), el suero salino, aceite esencial de ciprés y manzanilla.
El sabor astringente es una sensación entre sequedad intensa y amargor que se produce en la boca. Algunos alimentos tienen sabor astringente, como son ciertos frutos sobre todo no maduros como son los dátiles, caquis, etc. Algunas infusiones de té también tienen cierto sabor astringente.[cita requerida]
El sabor astringente es una de las cualidades organolépticas propias de los vinos tintos, en virtud de su contenido de taninos, sustancias que además de proporcionarles el color carmesí característico, también le dan ese matiz de amargor y sequedad propio de los vinos tintos fuertes, ricos en taninos.[cita requerida]

## Astringencia en los vinos
En el vino blanco, cuando las uvas alcanzan la madurez esperada, son cosechadas y separadas de todos los palillos. Si este proceso estuvo bien realizado, los taninos aportados al vino van a ser dulces, por lo tanto la astringencia del vino va a ser dulce. Ahora bien, si el proceso de separación de los palillos no fue hecho correctamente, los taninos aportados van a ser en su mayoría procedentes de las semillas, palillos y hollejos de la uva y esta sensación de astringencia se vuelve amarga. Este último caso es considerado una falla en el proceso de vinificación.
En el vino tinto, tras despalillar los racimos, los hollejos, los restos de pulpa y las semillas se mezclan con el mosto para que los taninos pasen al caldo para darle el color y otras propiedades organolépticas. Al parecer, cuando la molécula del tanino tiene un tamaño muy pequeño o muy grande produce mucha astringencia, mientras que si es de tamaño medio, la astringencia es más baja[cita requerida].